# Słowacja na Halowych Mistrzostwach Świata w Lekkoatletyce 2010
Reprezentacja Słowacji na halowe mistrzostwa świata 2010 liczyła 2 zawodników.

## Mężczyźni
- Trójskok
  - Dmitrij Vaľukevič z wynikiem 16,72 zajął 7. miejsce

## Kobiety
- Trójskok
  - Dana Velďáková z wynikiem 14,18 zajęła 6. miejsce